# Marc Juni Brutus (pretor 88 aC)
Marc Juni Brutus (en llatí: Marcus Junius Brutus) va ser un magistrat romà del segle ii aC. Formava part de la gens Júnia, i era de la branca dels Juni Brutus, que eren d'origen plebeu.
Va ser nomenat pretor l'any 88 aC, mentre Sul·la combatia Mitridates del Pont a Orient, Màrius i els seus s'apoderaren del control de la ciutat. A l'expectativa del retorn de Sul·la, el Senat, a petició de Màrius, envià Brutus i el seu col·lega Servili a notificar-li que havia d'acabar la seva campanya i retornar el comandament de les tropes. Sul·la, però, no va fer cas: va arribar a Roma, va prendre la ciutat i va proscriure Brutus i deu senadors més.
Anys més tard, el 82 aC, els seguidors de Màrius foren derrotats en la Guerra Civil contra Sul·la. Llavors, Brutus va ser enviat pel cònsol Gneu Papiri Carbó a Lilibèon (Sicília) en una barca de pescadors per evitar les represàlies de Sul·la, però va ser descobert i envoltat per la flota de Pompeu, i es va suïcidar per no caure en mans de l'enemic.